# Баязитово (Альшеевский район)
Баязитово (баш. Баязит) — деревня в Ташлинском сельсовете Альшеевского района Республики Башкортостан России.

## География
Находится у реки Ташлынка, вблизи места её впадения в водохранилища на реке Тюлянь.

### Географическое положение
Расстояние до:
- районного центра (Раевский): 21 км,
- центра сельсовета (Ташлы): 5 км,
- ближайшей железнодорожной станции (Раевка): 21 км.

## Население
| 2002 | 2009 | 2010 |
| ---- | ---- | ---- |
| 100  | ↗106 | ↘81  |

Согласно переписи 2002 года, преобладающая национальность — башкиры (98 %).